# استنلی واندن اینده
استنلی واندن اینده (به انگلیسی: Stanley Vanden Eynde) بازیکن فوتبال اهل بلژیک و عضو تیم ملی فوتبال بلژیک است که در تاریخ ۳ مه ۱۹۳۱ میلادی اولین بازی ملی‌اش را مقابل تیم ملی فوتبال هلند انجام داد. او در ۲۵ بازی ملی حضور داشت و جمعاً ۲۲۸۴ دقیقه برای تیم ملی فوتبال بلژیک به میدان رفت. استنلی واندن اینده آخرین بازی ملی خود را در تاریخ ۱۳ مارس ۱۹۳۸ میلادی در برابر تیم ملی فوتبال لوکزامبورگ انجام داد. وی در بازی‌های ملی‌اش ۹ گل به ثمر رساند.